# Perimede
Perimede là một chi bướm đêm thuộc họ Cosmopterigidae.